# Міністр освіти Данії
Міністр освіти Данії (дан. Undervisningsminister, данською [ˈɔnɐˌviˀsne̝ŋsmiˌnistɐ]) — міністерська посада в Данії, яку нині обіймає Маттіас Тесфає у другому уряді Метте Фредеріксен.

## Історія
Заснована 1916 року шляхом розділу тодішньої посади міністра культів Данії (дан. Kultusminister) на посаду міністра освіти та посаду міністра церков. Новому міністрові церков також передали питання культури, які згодом перейшли до створеної 1961 року посади міністра культурних справ Данії. Після початку роботи першого уряду Гелле Торнінг-Шмідт 3 жовтня 2011 року міністра освіти перейменували на міністра дітей та освіти, а 9 серпня 2013 назву було знову змінено на міністра освіти у зв'язку з тим, що сфера відповідальності за дітей віком від 0 до 6 років відійшла до Міністерства соціальних справ, дітей та інтеграції. З приходом уряду Люкке Расмуссена в 2015 році ці питання повернулися до компетенції міністра освіти разом із питаннями рівності, тому посада почала називатися «міністр у справах дітей, освіти та гендерної рівності». Зі зміною уряду в листопаді 2016 року посаду повторно перейменували на міністра освіти.
На час призначення Маттіаса Тесфає 15 грудня 2022 року посада знову називалася «міністр дітей та освіти».